# We just
We just is een single van Moses, een pseudoniem van Jerry Cutillo. Het is het enige plaatje van die artiest dat de Nederlandse en Belgische hitparades wist te bereiken. En dat alles doordat Ferry Maat het in zijn Soul Show draaide. De B-kant Our revolution is een vocale versie van We just.
Romano Musumarra zou later gaan werken met Céline Dion. Hij is ook verantwoordelijk voor het nummer Luna van Alessandro Safina en "Irresistible" van Stéphanie van Monaco.

## Hitnotering

### Nederlandse Top 40
| Positie: | 22 | 11 | 6 | 5 | 3 | 4 | 7 | 14 | 26 | 40 | uit |

### NederlandseMega top 50
| Positie: | 23 | 7 | 3 | 4 | 6 | 10 | 15 | 24 | 33 | 40 | uit |

### BelgischeBRT Top 30
| Positie: | 18 | 11 | 12 | 8 | 9 | 24 | 15 | uit |

### VlaamseUltratop 30
| Positie: | 38 | 23 | 15 | 14 | 10 | 9 | 13 | 17 | 28 | uit |

### NPO Radio 2 Top 2000
We just stond alleen in 2000 in de NPO Radio 2 Top 2000, op plek 1872.